# Campeonato de España de Ciclismo en Ruta 1905
El V Campeonato de España de Ciclismo en Ruta se disputó en Tarragona el 27 de mayo de 1905 sobre un recorrido de 100 kilómetros. En esa época, el Campeonato de España no tenía este nombre como tal sino que era conocido como el Gran Premio de la Unión.  
El ganador de la prueba fue Pablo Pujol, que se impuso en solitario en la línea de llegada. José Pérez y Tomás Peñalba completaron el podio.

## Clasificación final
| Pos. | Ciclista            | Equipo | Tiempo    |
| ---- | ------------------- | ------ | --------- |
| 1.   | Pablo Pujol         | -      | 4h 05'00" |
| 2.   | José Pérez          | -      | a 5'00"   |
| 3.   | Tomás Peñalba       | -      | a 6'00"   |
| 4.   | José Acevedo        | -      | a 11'00"  |
| 5.   | Jaime Durán         | -      | a 13'00"  |
| 6.   | Francisco Semolinos | -      | a 17'00"  |
| 7.   | José Miquel         | -      | -         |
| 8.   | Otilio Borrás       | -      | -         |
| 9.   | Pascual Poré        | -      | -         |
| 10.  | Guillermo Tarín     | -      | -         |